# Лисичкин, Борис Георгиевич
Борис Георгиевич Лиси́чкин (1913 —  07.07.2009) — конструктор ракетного и артиллерийского вооружения, лауреат Ленинской и Сталинской премий.

## Биография
Родился 9 (22 июня) 1913 года в Санкт-Петербурге. Окончил ЛВМИ (годы учёбы 1932—1936) по специальности «артиллерийские установки» и был оставлен в аспирантуре.
С 1937 года работал в КБ ленинградского завода «Большевик», в 1941—1945 годах в эвакуации на заводах № 221 и № 75 (Сталинград, Юрга, Подлипки).
С 1945 года в МАЦКБ (Морское артиллерийское конструкторское бюро).
В 1945—1950 годах начальник подотдела по разработке ствольно-затворных конструкций калибров от 100 до 304 мм. Начальник отдела ЦКБ-34 (МАЦКБ) (1950—1963); заместитель главного конструктора КБСМ (ЦКБ-34) (1963—1978), в 1978—1998 годах главный специалист КБ.
Одновременно в 1938—1960 вел научно-преподавательскую работу в ЛВМИ, с 1945 года доцент. Кандидат технических наук.
Конструктор ракетного и артиллерийского вооружения. Руководил созданием первых в СССР пусковых установок для старта ракет из подводных лодок.

## Награды и премии
- Сталинская премия первой степени (1951) — за работу в области военной техники (разработку 100-мм спаренной стабилизированной палубно-башенной универсальной установки СМ-5 для крейсеров типа «Чапаев»)
- Ленинская премия (1961) — за участие в создании первых шахтных установок на ПЛ.
- орден Ленина.